# Himmel über der Wüste
Himmel über der Wüste (englischer Originaltitel: The Sheltering Sky) ist ein 1949 erschienener Roman des amerikanischen Schriftstellers Paul Bowles. Hauptthemen des vordergründig als Reisegeschichte gestalteten Romans sind Selbstsuche, Entfremdung und Einsamkeit. Es bestehen starke existenzialistische Anklänge. Aufgrund seiner Thematik ist das Buch vielfach mit Hemingways Fiesta (1926) verglichen worden. Bowles stand der Beat Generation nahe, was in dem Roman auch zum Ausdruck kommt, gehörte ihr aber nicht an.
Der Roman erzählt die Geschichte des Ehepaars Port und Kit Moresby, die kurz nach dem Zweiten Weltkrieg in Begleitung von Ports Freund Tunner zu einer ausgedehnten Reise in die nordafrikanische Wüste aufbrechen, wo die existenziellen Probleme, die sowohl bei Port als auch bei Kit schon seit langem untergründig vorhanden sind, auf tragische Weise zum Ausbruch kommen.

## Handlung
Für eine kurze Beschreibung der Handlung siehe den Artikel zum Film Himmel über der Wüste.

### Buch 1: Kapitel 1–3
Ort der Handlung ist zunächst eine unbezeichnete nordafrikanische Hafenstadt (vermutlich Oran; aber auch Tanger könnte gemeint sein), die Zeit ist die Gegenwart des Autors. Porter („Port“) Moresby, ein wohlhabender amerikanischer Intellektueller, ist jemand, der es mit keiner Tätigkeit und an keinem Ort längere Zeit aushält. Darum ist er seit Jahren ständig auf Reisen: als junger Mann in Europa und während des Krieges in Südamerika. Er reist in Begleitung seiner Frau Katherine („Kit“), und auf diesem Trip ist erstmals auch sein Bekannter Tunner dabei. Die Reise führt die drei deshalb nach Nordafrika, weil Schiffspassagen zu anderen Zielen nicht zu erhalten waren. Bereits die ersten Eindrücke von Nordafrika sind abstoßend; Port ist versucht, gleich wieder kehrtzumachen, hatte sich Kit und Tunner gegenüber für diese Reise aber sehr eingesetzt, sodass er nicht das Gesicht verlieren möchte.

### Buch 1: Kapitel 4–8

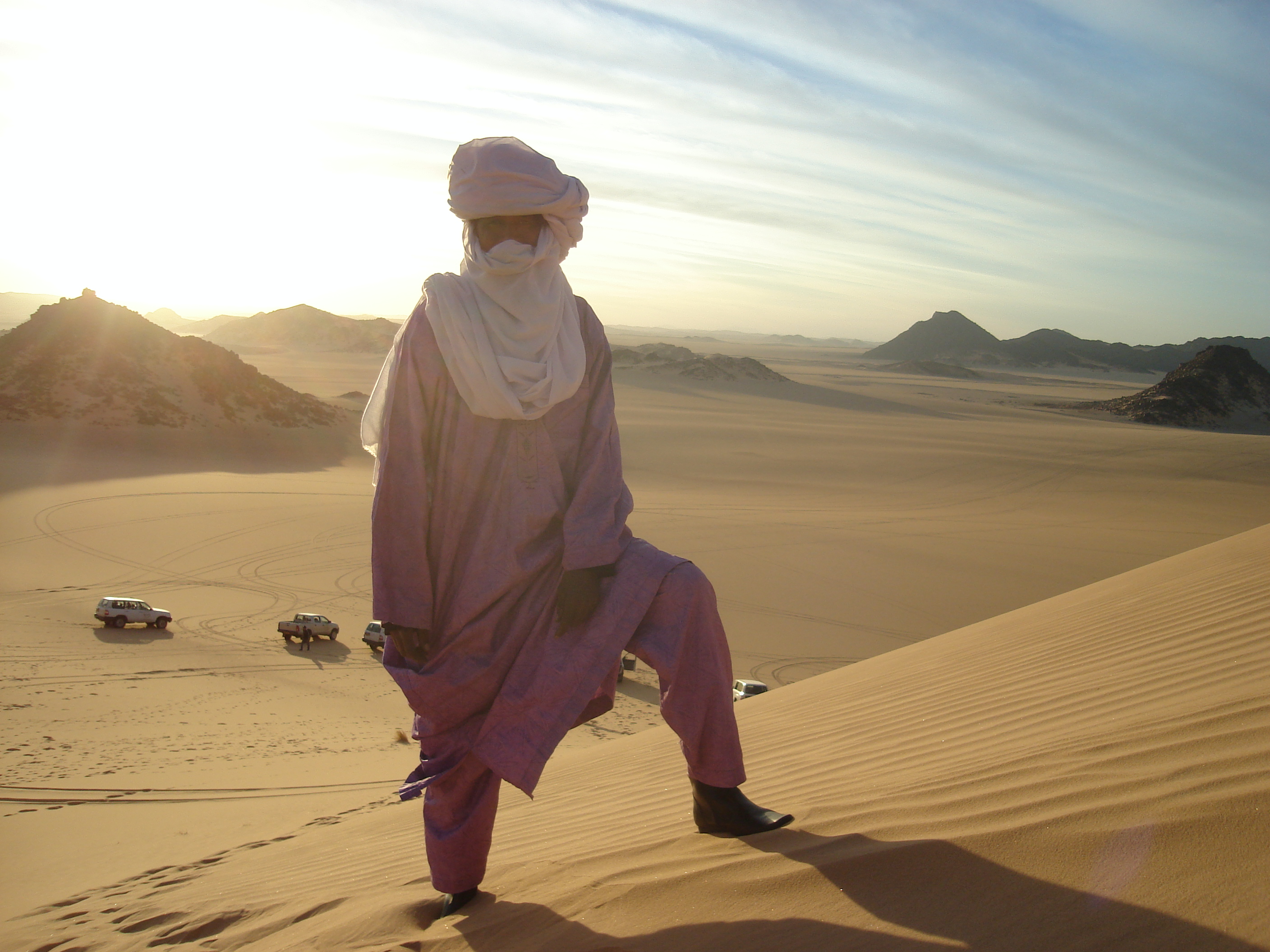
Ein Targi

Bereits Ports erster Versuch, in die lokale Kultur einzutauchen, steht unter einem unglücklichen Vorzeichen. Ein Araber namens Smaïl (der Name spielt auf den Ich-Erzähler in Moby Dick an) führt ihn nachts ins Zelt der schönen Prostituierten Marhnia. Smaïl dient als Dolmetscher und trägt Port auf Marhnias Wunsch hin die Sage Tee in der Sahara vor: Drei Schwestern warten darauf, dass ein Targi, den sie alle drei lieben, zu ihnen zurückkehrt, aber sie warten vergeblich und verdursten darüber in der Wüste. Während er mit Marhnia schläft, entwendet sie seine Brieftasche; er bemerkt das und kann sie wieder an sich nehmen, muss dann aber, weil das Mädchen Alarm schlägt, überstürzt fliehen.
Port kehrt ins Hotel zurück, wo sich inzwischen weitere Englischsprecher eingefunden haben, deren Gesellschaft er nun – obwohl sie von zweifelhafter Qualität ist – den Einheimischen vorzieht: die Lyles, Mutter und Sohn.

### Buch 1: Kapitel 9–13

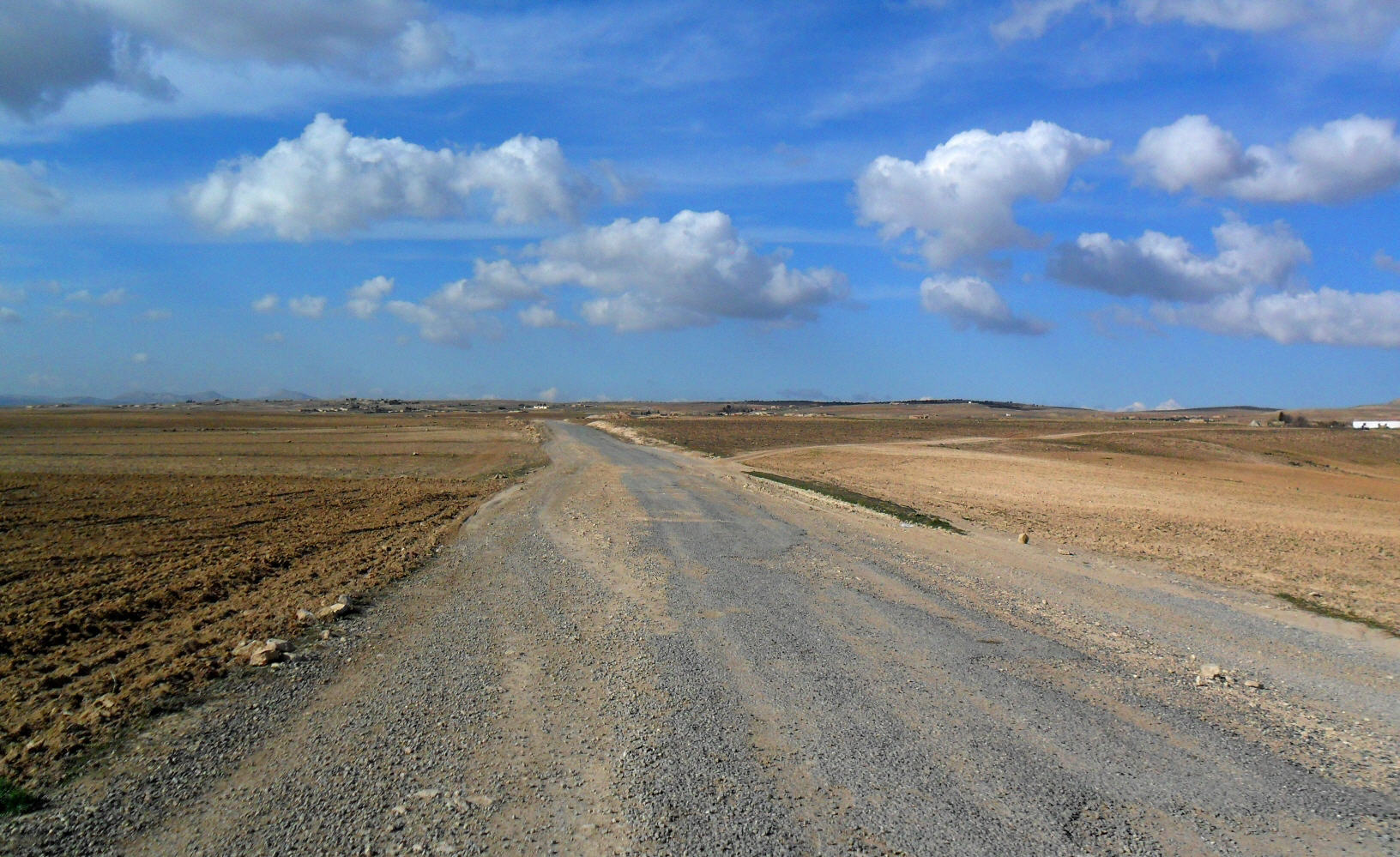
Bei Aïn Boucif

Die Lyles haben einen PKW und bieten den Moresbys an, sie nach Boussif (Aïn Boucif, Provinz Medea) mitzunehmen. Da für drei zusätzliche Passagiere samt Gepäck nicht genug Platz ist und Kit die Lyles von der ersten Begegnung an verabscheut hat, nimmt nur Port das Angebot an. Kit und Tunner reisen mit dem Zug. Tunner nutzt diese Gelegenheit, Kit mit Champagner bis zur Besinnungslosigkeit betrunken zu machen und nach der Ankunft im Hotel mit ihr ins Bett zu gehen.
In Aïn Boucif unternehmen Kit und Port, die hier zum ersten Mal Gelegenheit zum Alleinsein haben, einen Ausflug mit dem Fahrrad in die Wüstenebene. Port hat hier, in der Schönheit der endlosen Landschaft, eine für ihn wichtige Selbsteinsicht, von der Kit jedoch ausgeschlossen bleibt; sie begreift, dass sie an Ports Nachdenken über das Unendliche niemals wird teilhaben können, und erschrickt darüber. Sie kehren ins Hotel zurück, und später am Abend fährt Port ohne Kits Wissen ein zweites Mal mit dem Fahrrad in die Wüste.

### Buch 1: Kapitel 14–17
Mit dem Nachtbus fahren Port, Kit und Tunner wenige Tage darauf nach Aïn Krorfa (Aïn Chouhada, Provinz Djelfa). Die Stadt wird von einer Fliegenplage und die Hotelbetten von Wanzen heimgesucht, sodass der Aufenthalt sich als unerträglich erweist. Der nächste Bus in den Süden geht erst in vier Tagen. Port möchte Tunner inzwischen wirklich gern loswerden. Als überraschend auch die Lyles in Aïn Krorfa eintreffen, nutzt Port die Situation, um für Tunner eine Mitfahrgelegenheit mit den Lyles nach Messad (Messaad, Provinz Djelfa) zu arrangieren. Tunner erwartet, die Moresbys später in Bou Noura wiederzutreffen. Für sich selbst und Kit arrangiert Port eine Tee-Einladung ins Haus des arabischen Kaufmanns Abdeslam ben Hadj Chaoui, bei der beide Parteien sich jedoch fremd bleiben.
Ein Hotelangestellter, Mohammed, führt Port, obwohl der sich mittlerweile krank fühlt, zu einem lokalen Bordell. Ein blindes Mädchen, das dort tanzt, begehrt er heftig; bevor Mohammed für Port eine Liebesnacht mit ihr arrangieren kann, verschwindet sie jedoch.

### Buch 2: Kapitel 18–20
In Bou Noura (Bounoura in der Provinz Ghardaia) sucht Port den Kommandanten des Militärposten, Lieutenant d’Armagnac, auf, um den Verlust seines Reisepasses zu melden. Der Leser wird nicht erfahren, bei welcher Gelegenheit Port den Pass verloren hat. Port selbst klagt den Pensionsinhaber Abdelkader (einen persönlichen Freund des Lieutenant) als Dieb an; in Aïn Krorfa hatte aber auch Eric Lyle in Ports Zimmer herumgeschnüffelt. Der Lieutenant vermutet, dass ein gestohlener Pass mit großer Wahrscheinlichkeit bei der Fremdenlegion in Messad auftauchen würde. Das Dokument wird dort tatsächlich gefunden und der Lieutenant, der von Tunners Aufenthalt in Messad weiß, schlägt vor, Tunner als Boten zu senden. Port, der über eine Wiederbegegnung mit Tunner unerträglich entnervt wäre, bucht für sich und Kit Plätze auf dem nächsten Bus nach El Ga’a.

### Buch 2: Kapitel 21
Auf der Busfahrt wird Port ernstlich krank. Später erweist sich, dass er Typhus hat. Weder Kit noch er selbst bemühen sich wirklich um medizinische Versorgung und später erfährt der Leser, dass Port es im Vorfeld auch abgelehnt hatte, sich impfen zu lassen. Nach der Ankunft in El Ga’a (Hassi Gara, Provinz Ghardaia) hilft ein junger arabischer Mitreisender Kit, sich in der Stadt zu orientieren. Es gibt zwar ein Hotel, aber weil in El Ga’a die Meningitis grassiert, wird Kit dort abgewiesen. Sie beschließt, den Ort sofort wieder zu verlassen, und der junge Araber arrangiert für sie eine Mitfahrgelegenheit auf einem LKW nach Sba.

### Buch 2: Kapitel 22–25

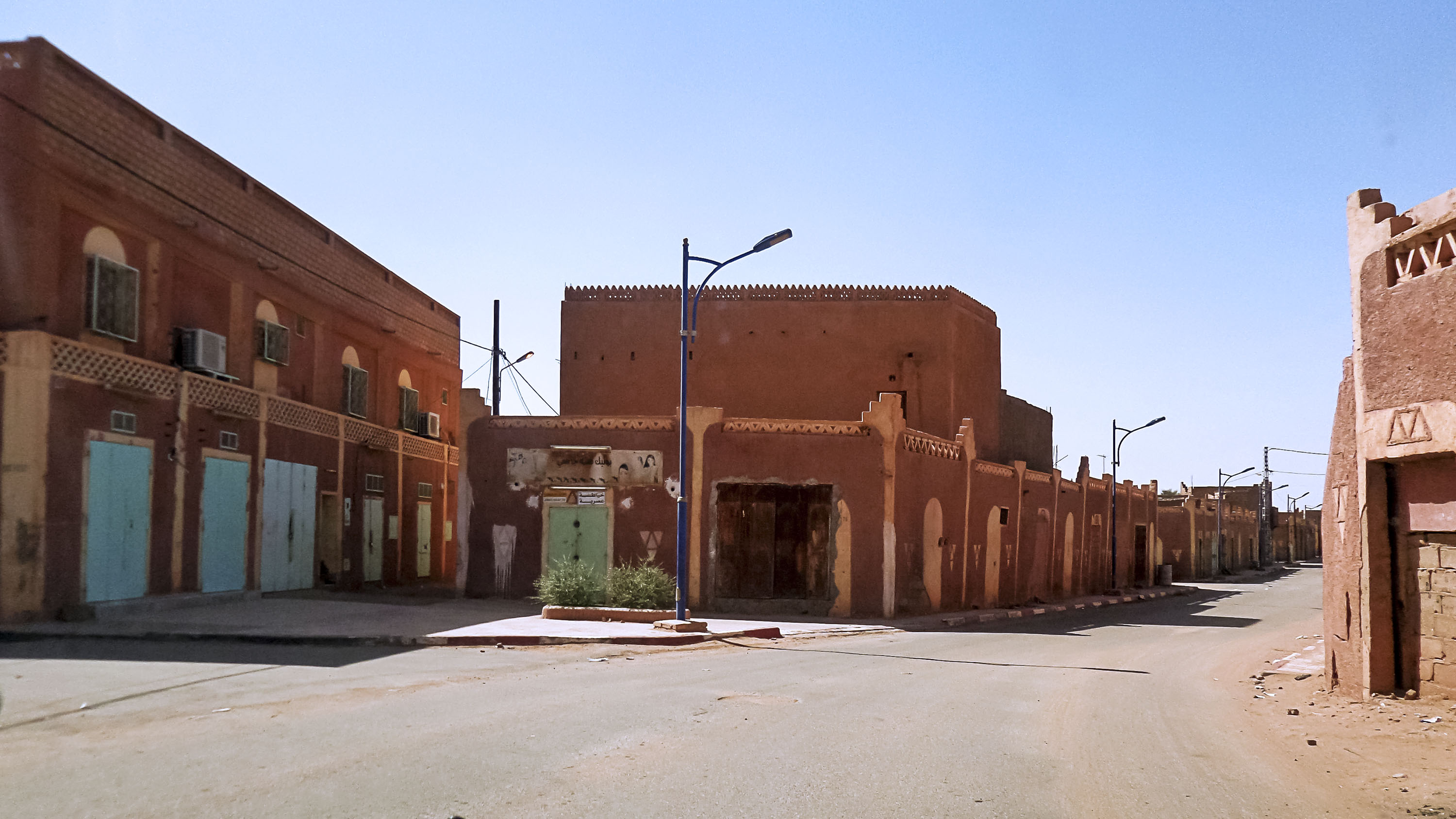
In Salah

In Sba (In Salah) finden Kit und Port Aufnahme im Krankenzimmer des französischen Militärpostens. Der Kommandant, Captain Broussard, hilft mit Decken, Verköstigung und Chinin, ist gegenüber den Neuankömmlingen aber sehr misstrauisch und reserviert, zumal Port seine Identität nicht nachweisen kann. Schließlich taucht auch Tunner auf. Nach wochenlanger Qual stirbt Port. Kit flieht zu Daoud Zozeph, einem armen jüdischen Kaufmann, bricht aber auch von dort mitten in der Nacht fluchtartig wieder auf. Es drängt sie immer weiter in Richtung Süden, ins Innere der Sahara, das auf der Projektionslinie auch von Ports Reiseroute gelegen hatte. Tunner kehrt derweil nach Bou Noura zurück und begegnet dort ein letztes Mal den Lyles.

### Buch 3: Kapitel 25–27

Karawane in der Sahara

In der Wüste schließt Kit sich einer Karawane von Tuareg an. Beide Anführer vergewaltigen sie, dennoch entsteht zwischen ihr und dem jüngeren der beiden, Belqassim, eine innige und erotische Beziehung. Kits Sexualität, die ihr in der Ehe vollständig abhandengekommen war, lebt wieder auf. Belquassim maskiert sie als jungen Mann („Ali“) und schließt sie nach der Ankunft in seiner Heimatstadt Tessalit in einem abgeschiedenen Raum des großen Hauses ein, in dem er mit drei seiner vier Ehefrauen lebt. Die Frauen entdecken bald, dass der mitgebrachte Fremde tatsächlich eine Frau ist, und hätten Kit auch geduldet, wenn Belquassim ihnen nur nicht ihren Schmuck weggenommen und ihn Kit gegeben hätte. Belquassims Interesse an Kit lässt allmählich nach, zumal sie sich auch seinen Bemühungen widersetzt, sich – dem Schönheitsideal der Kultur entsprechend – fett füttern zu lassen. Als die Frauen schließlich einen Versuch unternehmen, sie nach und nach zu vergiften, versteht Kit, dass es Zeit ist, aus dem Haus zu fliehen.
Als sie im Suq Buttermilch stiehlt, wird sie von einem malischen Soldaten, Amar, aufgelesen, der sie in seine Wohnung aufnimmt. Auch mit Amar hat sie ein Liebesverhältnis. Als die Behörden von ihrem Wiederauftauchen erfahren, kommt es zu regen Bemühungen, Kit zu „retten“. Über Adrar wird sie nach Oran ausgeflogen, mit dem Ziel, sie am Ende wieder in die USA zu bringen. Kit taucht jedoch erneut unter.

## Personen

### Port
Die Namensgleichheit der männlichen Hauptfigur mit der Hauptstadt Papua-Neuguineas ist vom Autor sicher beabsichtigt und Ausdruck seines trockenen Humors.

#### „Reisender“ vs. „Tourist“
Port bezeichnet sich selbst als einen „Reisenden“; anders als ein „Tourist“ folgt ein Reisender keinem Reiseplan, sondern ist zeitlich ungebunden, denkt nicht ans Nachhausefahren, scheut keine Unbequemlichkeiten, beherrscht die Landessprachen und strebt Immersion in die fremde Kultur an. Diese Unterscheidung zwischen Reisenden und Touristen hatte prominent Aldous Huxley in seiner Essaysammlung Along the Road (1925) gemacht. Port hält sich auf seine Reisephilosophie viel zugute, und die Lyles ziehen ihn bei aller Abscheu gegen ihre Vulgarität unwiderstehlich an, weil sie für ihn quintessenzielle Touristen sind, denen er sich mit seiner Feinsinnigkeit haushoch überlegen fühlt. Tatsächlich jedoch ist seine Kapazität, die Wunder und die Schönheiten Nordafrikas zu genießen, ähnlich beschränkt wie die der Lyles. Bereits das erste Hotelzimmer befremdet ihn:

“But how difficult it was to accept the high, narrow room with its beamed ceiling, the huge apathetic designs stenciled in indifferent colors around the walls, the closed window of red and orange glass. He yawned: there was no air in the room.”

Die Eindrücke, die ihm und Kit in Nordafrika begegnen, sind durchweg bizarr und albtraumhaft.

#### Selbstsuche
Keiner der Beteiligten könnte sagen, was diese Reise eigentlich soll. Port gibt an, den Verwerfungen entfliehen zu wollen, die die Zivilisation der Westlichen Welt seit dem Ende des 2. Weltkrieges erlitten hat, und hofft, bei den Nordafrikanern „Kleinode der Weisheit“ zu finden.
Anders als in den Romanen z. B. von Lawrence Durrell spürt der Leser weder bei den Figuren noch beim (personalen) Erzähler eine Faszination oder auch nur Interesse an der fremden Umgebung. Port ist nicht auf der Suche nach äußeren Eindrücken, sondern versucht sein Inneres auszuloten. Selbst in der Wüste bei Aïn Boucif, wo er in wundervoller Landschaft endlich Zeit allein mit Kit verbringt, bleibt er nach innen gekehrt:

“They sat down on the rocks side by side, facing the vastness below. She linked her arm through his and rested her head against his shoulder. He only stared straight before him, sighed, and finally shook his head slowly.”

Der Anblick der Weite der Landschaft berührt ihn zwar, führt ihn aber nicht zu Kit, sondern nur zum Denken und zu einer Klarsicht auf die Sinnlosigkeit des Lebens und auf das sinnlose Ende, auf das sein Leben hinausläuft:

“You know,” said Port, and his voice sounded unreal, as voices are likely to do after a long pause in an utterly silent spot, “the sky here’s very strange. I often have the sensation when I look at it that it’s a solid thing up there, protecting us from what’s behind.”
Kit shuddered slightly as she said: “From what’s behind?”
“Yes.”
“But what is behind?” Her voice was very small.
“Nothing, I suppose. Just darkness. Absolute night—”

#### Eheproblematik
Die Moresbys reisen mit zu viel Gepäck, buchstäblich und auch im übertragenen Sinne: sie sind seit 12 Jahren verheiratet, haben einander emotional und sexuell aber verloren. Sie schlafen in getrennten Zimmern.
Im Roman wird angedeutet, dass Port ein weiteres Motiv für die Reise im Versuch findet, seine heruntergewirtschaftete Ehe durch den Umgebungswechsel wiederzubeleben. Tunner wurde von Port vielleicht deshalb kurzentschlossen zur Mitreise eingeladen, um ihm prickelnde Eifersuchtsgefühle zu verschaffen; als sich herausstellt, dass Kit Tunner gar nicht leiden mag, wird seine Anwesenheit völlig überflüssig. Port tappt im Laufe der Handlung von einer Fehleinschätzung (auch seiner selbst) in die nächste. Dies betrifft auch Ports Auswahl der Prostituierten. Marhnia fasziniert ihn, weil er zunächst glaubt, sich eine Frau zu wünschen, die unabhängig und stark ist:

“Once inside the tent, she stood quite still, looking at Port with something of the expression, he thought, the young bull often wears as he takes the first few steps into the glare of the arena.”

Dass Marhnia ihn später in die Flucht schlägt und er voller Furcht um sein Leben rennt, belehrt ihn jedoch eines Besseren. Die nächste Prostituierte, um die er sich bemüht, scheint das genaue Gegenteil von Marhnia zu sein: eine Blinde, und Port malt sich aus, wie sie aus Dankbarkeit für seine Zuwendung geradezu vergeht. Dass er sie nicht haben kann, gibt ihm dann das Gefühl, nicht um ein Vergnügen, sondern um die Liebe selber gebracht worden zu sein.

#### Beziehungslosigkeit
Port gehört der Lost Generation an und ist existenziell deprimiert:

“He was somewhere, he had come back through vast regions from nowhere; there was the certitude of an infinite sadness at the core of his consciousness, but the sadness was reassuring, because it alone was familiar. He needed no further consolation. In utter comfort, utter relaxation he lay absolutely still for a while, and then sank into one of the light momentary sleeps that occur after a long, profound one.”

Er ist ein einsamer Mensch, dem es grundlegend unmöglich ist, mit anderen Personen in eine warme Beziehung zu treten. Infolgedessen scheut er sich auch nicht, andere zu manipulieren, etwa als er Tunner unter der falschen Versprechung, ihn später in Bou Noura wiedertreffen zu wollen, mit den Lyles nach Messad schickt. Der Leser erfährt auch nicht, ob Eric Lyle oder Abdelkader Ports Reisepass gestohlen hat, oder ob Port das Dokument gar bereits während seiner Flucht aus dem Zelt der Prostituierten Marhnia verloren hat.
Es ist vermutet worden, dass der Roman seine Leser vor allem deshalb so stark anspricht, weil diese – obwohl Port und Kit wenig sympathisch gezeichnet sind – die inneren Konflikte der beiden Hauptfiguren so gut nachvollziehen können.

### Kit
Kit ist ein Nervenbündel, das Ports unablässigen Aktivismus still über sich ergehen lässt. Sie liebt ihren Mann, fühlt sich von ihm aber auch eingeschüchtert.

“And now for so long there had been no love, no possibility of it. But in spite of her willingness to become whatever he wanted her to become, she could not change that much: the terror was always there inside her ready to take command. It was useless to pretend otherwise. And just as she was unable to shake off the dread that was always with her, he was unable to break out of the cage into which he had shut himself, the cage he had built long ago to save himself from love.”

Je weiter die Reise sie von der Welt, die sie kennt, entfernt, umso höher steigt ihr Angstniveau. Selbst Make-up aufzulegen empfindet sie als einen Schutz gegen eine Umgebung, die ihr feindselig begegnet.
Nach Ports Tod versucht Kit, die mörderische Falle, in die er durch seine Beziehungslosigkeit geraten ist, um jeden Preis zu vermeiden:

“Life was suddenly there, she was in it, not looking through the window at it.”

Ihre Befreiung beginnt damit, dass sie buchstäblich ins kalte Wasser steigt. In den letzten Kapiteln legt sie sämtliche äußeren Schichten der Kultur ab. Die scheinbare Willenlosigkeit, mit der sie sich im dritten Buch beliebigen Männern hingibt, ist vielfach als Anzeichen von Wahnsinn gedeutet worden.

### Tunner
Tunner ist jünger als Port und, wie Kit sagt, „erstaunlich gutaussehend“. Er ist immer gut gelaunt und ein Genussmensch ohne besondere charakterliche oder gar intellektuelle Tiefe. Er schließt sich Port an, weil er dessen Intellektualität bewundert; außerdem hofft er auf eine Affäre mit Kit. Kit ist von ihm gelangweilt und anfänglich empfindet sie gegen ihn einen gewissen Widerwillen; da an ihm – anders als an Port – nichts Einschüchterndes ist, akzeptiert sie aber zeitweilig seine Nähe.

### Mrs. Lyle
Die Britin Mrs. Lyle bereist Nordafrika als Fotografin und Autorin von Reiseliteratur. Sie beherrscht die Landessprachen nicht und ist auf ebenso abstoßende wie komische Weise von Vorurteilen gegenüber Franzosen, Juden und Arabern besessen. Port meint, dass die Kundgabe von abschätzigen Werturteilen die einzige Form der Kommunikation ist, die sie überhaupt kennt, und hält sie für erbarmungswürdig einsam. Der Leser fragt sich bald, ob Mrs. Lyle überhaupt in der Lage ist, die Schönheiten des Landes zu schätzen und zu genießen.

### Eric Lyle
Eric Lyle, der angibt, Australier zu sein, ist ein verwöhnter junger Mann, der die Dummheit und kulturelle Voreingenommenheit der Mutter teilt. Port hat sogar den Verdacht, dass ein Großteil von Erics Reisegeschichten rein erlogen ist. Im Laufe der Handlung stellt sich für Port und Kit heraus, dass zwischen den Lyles eine inzestuöse Beziehung besteht.

## Entstehung und Veröffentlichung
Paul Bowles (1910–1999) lebte seit 1947 in Tanger und behielt diesen Wohnsitz bis zu seinem Lebensende bei. In den ersten Jahren teilte er sich dort mit Djuna Barnes ein gemietetes Haus. Die Arbeit am Roman begann Bowles, der viel in Nordafrika unterwegs war, 1948 in Fès und schloss sie ab, während er Marokko und Algerien bereiste. Bowles war ein notorischer Konsument von Haschisch und es ist überliefert, dass er dieses auch beim Schreiben genossen hat. Viele Leser, darunter auch Bowles’ Frau Jane, sahen starke Ähnlichkeiten zwischen Port und Kit einerseits und dem Ehepaar Bowles andererseits. Der Verlag Doubleday, dem Bowles die fertige Arbeit zuerst vorlegte, lehnte ab. Veröffentlicht wurde der Roman dann im November 1949 bei New Directions. In Großbritannien war er bereits einen Monat zuvor erschienen.
Die Publikation war eine Überraschung, denn die Öffentlichkeit kannte Bowles bis dahin nur als Komponisten.

## Kritik
Eine enthusiastische Kritik hat im Dezember 1949 Tennessee Williams geschrieben, der von Bowles’ „Allegorie des spirituellen Abenteuerreise des sich selbst bewussten Menschen in die Erfahrung der Moderne“ fasziniert war.
Norman Mailer betonte die bahnbrechende Thematik des Romans:

“Paul Bowles opened the world of Hip. He let in the murder, the drugs, the incest, the death of the Square [...] the call of the orgy, the end of civilization.”

Der Roman fand Aufnahme in Joachim Kaisers Buch der 1000 Bücher und 2005 auch in die Time-Auswahl der besten 100 englischsprachigen Romane von 1923 bis 2005.
Jim Booth hat 2014 beanstandet, dass dem Roman, so schön er auch geschrieben sei, zu echter literarischer Größe das Zeug fehle, weil die Charaktere nicht (wie z. B. Jay Gatsby) nach Hohem streben, sondern lediglich ihre Launen bedienen, wie sie gerade kommen, auf hedonistische, selbstzerstörerische Weise.
Obwohl Himmel über der Wüste populärer ist, gilt The Spider’s House (1955) als das reifste Werk des Autors, in dem weniger Anfängerfehler unterlaufen.

## Rezeption
Das Buch war nach seinem Erscheinen zehn Wochen lang auf der Bestsellerliste der New York Times. Von der Taschenbuchausgabe wurden im ersten Jahr 200.000 Kopien verkauft.
Die britische Band The Police veröffentlichte 1983 den von Sting geschriebenen Song Tea in the Sahara. Er ist Teil des Albums Synchronicity.
Regisseur Bernardo Bertolucci adaptierte den Roman 1990 mit John Malkovich, Debra Winger und Campbell Scott in den Hauptrollen als Film (Himmel über der Wüste).

## Ausgaben (Auswahl)
- The Sheltering Sky. John Lehmann, London 1949.
- The Sheltering Sky. New Directions, New York 1949.
- Under himlens dække. Gyldendal, København 1950.
- Un thé au Sahara. France loisirs, Paris 1952.
- Himmel über der Wüste. Rowohlt, Hamburg 1952.
- Himmel über der Wüste. Goldmann, 2000, ISBN 3-442-30909-3 (Gebundene Ausgabe).
- The Sheltering Sky. Ecco, 2005, ISBN 0-06-083482-X.
- The Sheltering Sky. Audible, 2012 (Hörbuch, ungekürzte Fassung, 10:30 Std., eingelesen von Jennifer Connelly).